# Oleksandr Boiko
Oleksandr Leonidovici Boiko (în ucraineană Олександр Леонідович Бойко; n. 1965, Odesa, RSS Ucraineană) este un antreprenor ucrainean și fondatorul și proprietarul companiei Automagistral-Pivden, cea mai mare firmă de construcții din Ucraina. Activitatea sa a fost adesea subiectul unor investigații jurnalistice, care au vizat scheme de corupție, înțelegeri de tip cartel, raid corporativ și deturnarea de fonduri bugetare. Boiko a fost menționat în scurgerea de date Panama Papers. De asemenea, are legături strânse cu Iurii Holîk, coordonatorul programului ucrainean Marea Construcție, și este asociat cu fostul socru al oligarhului rus Roman Abramovici.

## Tinerețe
Oleksandr Leonidovici Boiko s-a născut în 1965 la Odesa, Ucraina. A absolvit Universitatea Agrară de Stat din Odesa.

## Carieră
A început să câștige primii bani la începutul anilor 1990, axându-se pe transportul de mărfuri și construcții. În 1996 a fondat societatea pe acțiuni închisă Astoria, care ulterior a fost lichidată.
Până la sfârșitul anilor 2000, activitatea sa s-a orientat către construcția de drumuri.
În 2005 a fondat compania Dorojnîk-97, iar în 2006 a înființat Automagistral-Pivden. Grupul lui Boiko s-a extins semnificativ prin proiecte majore de infrastructură pentru UEFA Euro 2012. În 2021, aceste companii figurau în top 100 cele mai mari companii private din Ucraina.
În timpul președinției lui Volodîmîr Zelenski, Automagistral-Pivden a devenit principalul contractant privat pentru programul național „Marea Construcție”.
În martie 2021, Comitetul Antimonopol din Ucraina i-a acordat lui Boiko permisiunea de a consolida peste 50% din acțiunile Automagistral-Pivden.
În 2025, Automagistral-Pivden este responsabilă pentru aproximativ 22,5% din toate lucrările de construcții din Ucraina, fiind un actor-cheie în sectorul construcției de drumuri. Este considerată cea mai mare companie de construcții din Ucraina în 2025.

## Activitate politică
Potrivit mișcării Chesno, în 2006 Boiko a candidat la Rada Supremă în cadrul blocului electoral Za Soyuz, dar nu a fost ales.

## Legături cu Iurii Holîk
Oleksandr Boiko are legături strânse cu Iurii Holîk, coordonatorul programului Marea Construcție și fost consilier al șefului Administrației Regionale de Stat Dnipropetrovsk. Potrivit Forbes, Holîk a fost responsabil cu coordonarea relațiilor dintre Automagistral-Pivden și agențiile guvernamentale în calitate de reprezentant al companiei contractante. Se crede că Boiko și Holîk s-au cunoscut în 2015, când Holîk era consilier al șefului Administrației Regionale Dnipropetrovsk, Valentîn Reznicenko. Holîk a declarat că Automagistral-Pivden este una dintre puținele companii de drumuri care urmăresc calitatea construcțiilor. Anchete jurnalistice indică faptul că Holîk ar fi influențat alocarea contractelor guvernamentale în cadrul programului, permițând astfel companiei Automagistral-Pivden să obțină contracte mari cu concurență limitată. Jurnaliștii notează că Holîk a dat Automagistral-Pivden „undă verde” în Regiunea Dnipropetrovsk, oferindu-i o poziție privilegiată în obținerea contractelor publice.

## Controverse
Activitatea lui Oleksandr Boiko și a companiilor sale a fost în mod repetat subiectul investigațiilor jurnalistice. În aprilie 2021, jurnaliștii de la emisiunea de investigații Schemes: Corruption in Detail l-au surprins pe Boiko într-un restaurant din Kiev („Adriatic”) în timpul carantinei, împreună cu Iurii Aristov, președintele Comisiei pentru Buget a Radei Supreme și membru al partidului de guvernământ Slujitorul poporului. Incidentul a stârnit suspiciuni privind posibile activități de lobby în favoarea companiei Automagistral-Pivden.
Potrivit publicației Nași Groși, Automagistral-Pivden este unul dintre liderii așa-numitului cartel al companiilor de construcții rutiere din Ucraina. Alte companii din acest cartel includ Rostdorstroy, Onur Construction International, Tekhno Stroy Tsentr și Dorojne Budivnîtstvo „Altkom”. Împreună, aceste companii ar controla aproximativ 65–80% din piața construcțiilor rutiere și proiectele de infrastructură aferente, valorând zeci de miliarde de grivne anual.
În 2020, jurnaliștii au descoperit că Automagistral-Pivden și alte companii reunite în Asociația Națională a Constructorilor de Drumuri din Ucraina (NARBU) au câștigat peste 75% din licitațiile lansate de Ukravtodor conform noilor reguli de achiziție publică. Aceste reguli ar fi fost promovate de Oleksandr Kubrakov, șeful Ukravtodor, și de fostul său consilier Iurii Holîk.
În septembrie 2022, Automagistral-Pivden a fost acuzată de o tentativă de preluare abuzivă a unui șantier în Hostomel, Regiunea Kiev. Compania a început lucrările pe terenul folosit de o altă firmă, LLC „Vitruvia”, fără permisele necesare. Lucrările ar fi fost efectuate în interesul administrației locale din Hostomel pentru construirea unui orășel modular.
În 2024, autoritățile de aplicare a legii investigau circa 30 de dosare penale privind delapidarea fondurilor destinate construcției de fortificații. Paguba totală estimată era de 20,1 miliarde grivne. Automagistral-Pivden era printre contractanții care primiseră bani pentru aceste proiecte.

## Legături cu fostul socru al lui Roman Abramovici
Potrivit unor rapoarte de presă, Oleksandr Boiko are legături de afaceri cu Aleksandr Jukov, fostul socru al oligarhului rus Roman Abramovici. Jukov este considerat a fi „curatorul din umbră” al primarului din Odesa, Hennadii Truhanov, precum și adevăratul controlor al companiei Automagistral-Pivden, care este deținută oficial de Boiko.

## Scandalul conductei de apă de la Krîvîi Rih
În 2025, compania lui Oleksandr Boiko, Automagistral-Pivden, a fost implicată într-un scandal legat de construcția conductei principale de apă „Inhuleț — Rezervorul de Sud” pentru alimentarea cu apă a orașului Krîvîi Rih. Contractul a fost atribuit fără o licitație deschisă. Costul total al proiectului a fost de aproximativ 7,7 miliarde de grivne, din care, potrivit unei investigații jurnalistice realizate de RBC-Ucraina, peste 3 miliarde de grivne ar fi putut fi supraplătite din cauza soluțiilor tehnice excesive și a costurilor umflate de construcție și logistică. Experții au indicat în special construcția unei stații de pompare inutile, un număr excesiv de conducte și o organizare ineficientă a aprovizionării cu materiale. Relatările din presă au indicat, de asemenea, că proiectul era supravegheat de Iurii Holîk, fost consilier al șefului Administrației Regionale de Stat Dnipropetrovsk și unul dintre coordonatorii programului Marea Construcție. Poliția Națională a Ucrainei a deschis o anchetă penală privind posibile abuzuri și spălare de bani.